# Фридрих Август (Брауншвайг-Волфенбютел-Оелс)
Фридрих Август фон Брауншвайг-Волфенбютел-Оелс (на немски: Friedrich August von Braunschweig-Lüneburg-Oels; * 29 октомври 1740, Волфенбютел; † 8 октомври 1805, Айзенах) е принц на Брауншвайг и Люнебург и Брауншвайг-Волфенбютел, от 1792 г. управляващ херцог на Бруншвайг-Волфенбютел-Оелс (Олешница) и Бернщат (Берутов), губернатор на Хановер, пруски генерал и писател.

## Живот
Той е четвъртият син (от 13 деца) на княз Карл I фон Брауншвайг-Волфенбютел (1713 – 1780) и съпругата му Филипа Шарлота Пруска (1716 – 1801), четвъртата дъщеря на пруския крал Фридрих Вилхелм (1688 – 1740) и София Доротея фон Хановер (1687 – 1757), дъщеря на крал Джордж I от Великобритания.
Фридрих Август започва военната си кариера на 29 март 1761 г. като полковник и шеф на брауншвайгския инфантерийски ререгимент от Цастров, който тогава е под командото на опекуна му, херцог Фердинанд фон Брауншвайг, във Вестфалия и се бие срещу французите. На 1 октомври 1763 г. като генерал-лейтенант той е на пруска служба. Скоро след това става любимец на Фридрих II и винаги го придружава в неговите маневри. Той получава инфантерия-регимент, става рицар на Черния орел, губернатор на Кюстрин, катедрален пропст в Бранденбург и почетен член на „Академията на науките“ в Берлин. На 21 май 1787 г. крал Фридрих Вилхелм II го прави генерал на инфантерията.
Фридрих Август се жени на 6 септември 1768 г. в Бреслау за Фридерика София фон Вюртемберг-Оелс (* 1 август 1751; † 4 ноември 1789), дъщеря на херцог Карл Кристиан Ердман фон Вюртемберг-Оелс (1716 – 1792) и графиня Мария София Вилхелмина фон Золмс-Лаубах (1721 – 1793). Фридрих Август получава Херцогството Оелс след смъртта на тъста му, който е последен от рода му. На 13 декември 1792 г. той поема управлението на княжеството. Съпругата му Фридерика София умира на 38 години на 4 ноември 1789 г.
След края на похода против французите през 1793 г. той се оттегля в Оелс, където пише в двореца си Сибиленорт. Той издава: „Journal plaisant, historique, politique et litéraire à Oels du mois Juli 1793 jusqu’au Juni 1795“ и редкия манускрипт за военната история: „Militairischen Geschichte des Prinzen Friedrich August von Braunschweig-Lüneburg, nunmehrigen regierenden Herzoge zu Braunschweig-Oels und Bernstadt“. Oels 1797, 4., в който безмилостно критикува с виц влиятелните мъже. Той е малко гърбав, но горд, превежда френски драматични произведения като: „Glücklicherweise“, Lustspiel in einem Aufzuge. Braunschweig 1764. „Regulus“, Trauerspiel, Potsdam 1767, 8. etc. Той пише произведения на италиански и френски.
Той е масон и от 1772 до 1799 г. „Национал-Великмайстер“ на „Средната Национална ложа“.
Фридрих Август пътува на 14 септември 1805 г. от Сибиленорт през Берлин за посещения при сестра му, херцогинята Анна Амалия фон Саксония-Ваймар-Айзенах. В Айзенах той се разболява и умира там на 8 октомври 1805 г. на 64 години. Погребан е на 17 октомври 1805 г. в княжеската гробница на градската църква във Ваймар.
Фридрих Август умира бездетен. Херцогството Оелс получа неговият племенник Фридрих Вилхелм фон Брауншвайг-Люнебург, наричан Черният херцог.

## Произведения
- Militärische Geschichte des Prinzen Friedrich August von Braunschweig-Lüneburg, Oels 1797.